# Кубок Уельсу з футболу 2022—2023
Кубок Уельсу з футболу 2022–2023 — 135-й розіграш кубкового футбольного турніру в Уельсі. Титул здобув Нью-Сейнтс.

## Календар
| Раунд                        | Дата               | Матчі | Клуби     |
| ---------------------------- | ------------------ | ----- | --------- |
| Перший кваліфікаційний раунд | 23–30 липня 2022   | 97    | 253 → 156 |
| Другий кваліфікаційний раунд | 19–20 серпня 2022  | 56    | 156 → 100 |
| Перший раунд                 | 16–23 вересня 2022 | 36    | 100 → 64  |
| 1/32 фіналу                  | 8 жовтня 2022      | 32    | 64 → 32   |
| 1/16 фіналу                  | 12 листопада 2022  | 16    | 32 → 16   |
| 1/8 фіналу                   | 14–25 січня 2023   | 8     | 16 → 8    |
| 1/4 фіналу                   | 4–5 лютого 2023    | 4     | 8 → 4     |
| 1/2 фіналу                   | 3–4 березня 2023   | 2     | 4 → 2     |
| Фінал                        | 30 квітня 2023     | 1     | 2 → 1     |

## 1/16 фіналу
| Команда 1            | Рахунок | Команда 2                  |
| -------------------- | ------- | -------------------------- |
| 12 листопада 2022    |         |                            |
| Кевн Друїдс (2)      | 3:4     | Лланеллі Таун (2)          |
| Ратін Таун (2)       | 3:4     | Понтипрідд Юнайтед (1)     |
| Понтардаве Таун (3)  | 3:1     | Пілл (4)                   |
| Гілсфілд (2)         | 6:3     | Гойтр Юнайтед (2)          |
| Конві Боро (2)       | 0:3     | Пенібонт (1)               |
| Кумбран Селтік (2)   | 4:3     | Кармартен Таун (2)         |
| Баклі Таун (2)       | 2:0     | Престатін Таун (2)         |
| Аберіствіт Таун (1)  | 1:3     | Ньютаун (1)                |
| Коннас-Кі Номадс (1) | 4:0     | Колвін Бей (2)             |
| Баррі Таун (2)       | 0:2     | Гресфорд Атлетик (2)       |
| Ейрбас (1)           | 2:1     | Трефелін (2)               |
| Нью-Сейнтс (1)       | 2:1     | Карнарвон Таун (1)         |
| Бала Таун (1)        | 2:0     | Флінт Таун Юнайтед (1)     |
| Пенідаррен (3)       | 1:0     | Третомас Блібердс (3)      |
| Хакін Юнайтед (5)    | 1:5     | Голлівел Таун (2)          |
| Молд Александра (2)  | 0:4     | Британ Феррі Ллансавел (2) |

## 1/8 фіналу
| Команда 1                  | Рахунок      | Команда 2              |
| -------------------------- | ------------ | ---------------------- |
| 14 січня 2023              |              |                        |
| Гілсфілд (2)               | 1:2          | Голлівел Таун (2)      |
| Гресфорд Атлетик (2)       | 0:2          | Пенібонт (1)           |
| Британ Феррі Ллансавел (2) | 2:2 пен. 8:7 | Баклі Таун (2)         |
| Лланеллі Таун (2)          | 0:2          | Коннас-Кі Номадс (1)   |
| Нью-Сейнтс (1)             | 7:0          | Ньютаун (1)            |
| Понтардаве Таун (3)        | 1:1 пен. 4:5 | Ейрбас (1)             |
| Бала Таун (1)              | 2:1          | Понтипрідд Юнайтед (1) |
| 25 січня 2023              |              |                        |
| Пенідаррен (3)             | 2:3          | Кумбран Селтік (2)     |

## 1/4 фіналу
| Команда 1            | Рахунок | Команда 2                  |
| -------------------- | ------- | -------------------------- |
| 4 лютого 2023        |         |                            |
| Бала Таун (1)        | 2:0     | Британ Феррі Ллансавел (2) |
| Коннас-Кі Номадс (1) | 5:0     | Ейрбас (1)                 |
| Кумбран Селтік (2)   | 1:3     | Нью-Сейнтс (1)             |
| 5 лютого 2023        |         |                            |
| Пенібонт (1)         | 2:1     | Голлівел Таун (2)          |

## 1/2 фіналу
| Команда 1      | Рахунок | Команда 2            |
| -------------- | ------- | -------------------- |
| 3 березня 2023 |         |                      |
| Бала Таун (1)  | 3:2     | Коннас-Кі Номадс (1) |
| 4 березня 2023 |         |                      |
| Пенібонт (1)   | 0:2     | Нью-Сейнтс (1)       |

## Фінал
| Команда 1      | Рахунок | Команда 2     |
| -------------- | ------- | ------------- |
| 30 квітня 2023 |         |               |
| Нью-Сейнтс (1) | 6:0     | Бала Таун (1) |